# Alocobisium himalaiense
Alocobisium himalaiense es una especie de arácnido del orden Pseudoscorpionida de la familia Syarinidae.

## Distribución geográfica
Se encuentra en Bután.